# Michael Mohan
Michael Mohan (Boston, 29 agosto 1986) è un regista e sceneggiatore statunitense.

## Biografia
Dopo aver iniziato la carriera di regista girando due film indipendenti all'inizio degli anni 2010, a fine decennio crea e dirige la prima opera televisiva, la serie tv Everything Sucks!. Nel 2020 ha ricevuto una candidatura agli Daytime Emmy Award per la miglior regia per una serie per bambini denominata Ghostwriter. Successivamente negli anni 2020 dirige altri lavori, tra cui The Voyeurs nel 2021 e Immaculate nel 2024.

## Filmografia

### Regista
- One Too Many Mornings (2010)
- Save the Date (2012)
- Everything Sucks! – serie tv (2018)
- Ghostwriter – serie tv (2020)
- The Voyeurs (2021)
- Immaculate - La prescelta (2024)

### Sceneggiatore
- One Too Many Mornings, regia di Michael Mohan (2010)
- Save the Date, regia di Michael Mohan (2012)
- The Voyeurs, regia di Michael Mohan (2021)